# Shiga Kōgen
Shiga Kōgen (jap. 志賀高原 Shiga-kōgen) – płaskowyż w Japonii, w prefekturze Nagano, położony w centralnej części Parku Narodowego Jōshin’etsu Kōgen. 
Na terenie płaskowyżu (2,307 m n.p.m.) znajduje się 21 ośrodków narciarskich, połączonych ze sobą, o różnym profilu i skali trudności. Do dyspozycji narciarzy jest ponad 50 wyciągów, gondoli i kolei linowych.
W 1998 roku na stoku góry Yakebitai-yama rozegrano niektóre konkurencje narciarstwa alpejskiego i snowboardingu w ramach Zimowych Igrzysk Olimpijskich w Nagano.

## Galeria

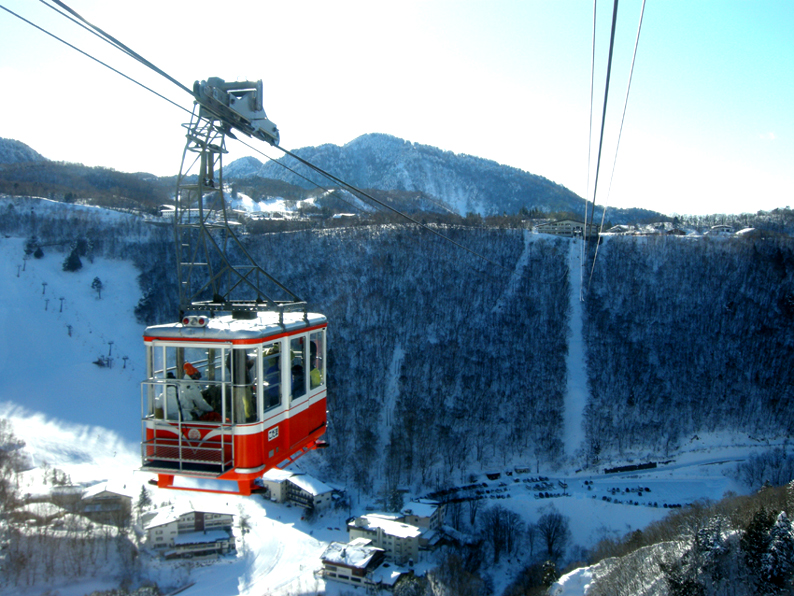
Kolejka linowa
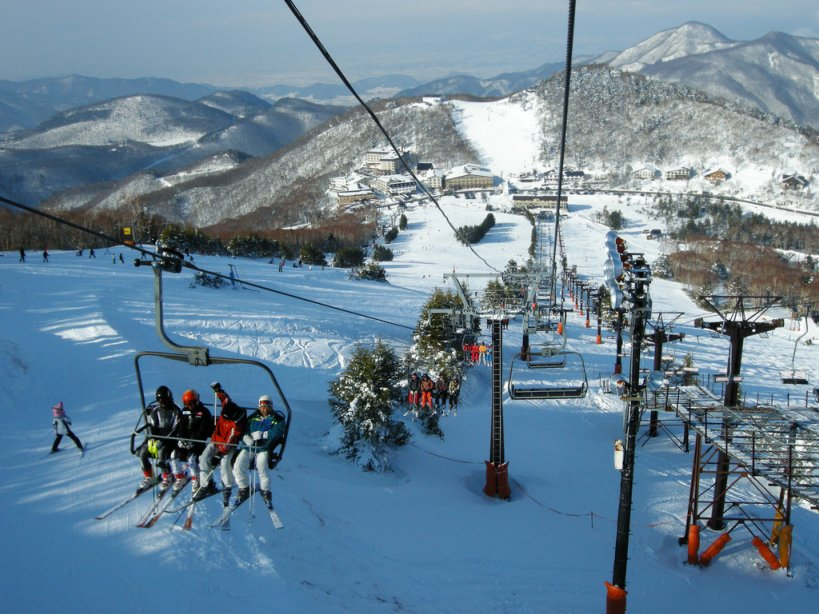
Wyciąg w Takamagahara
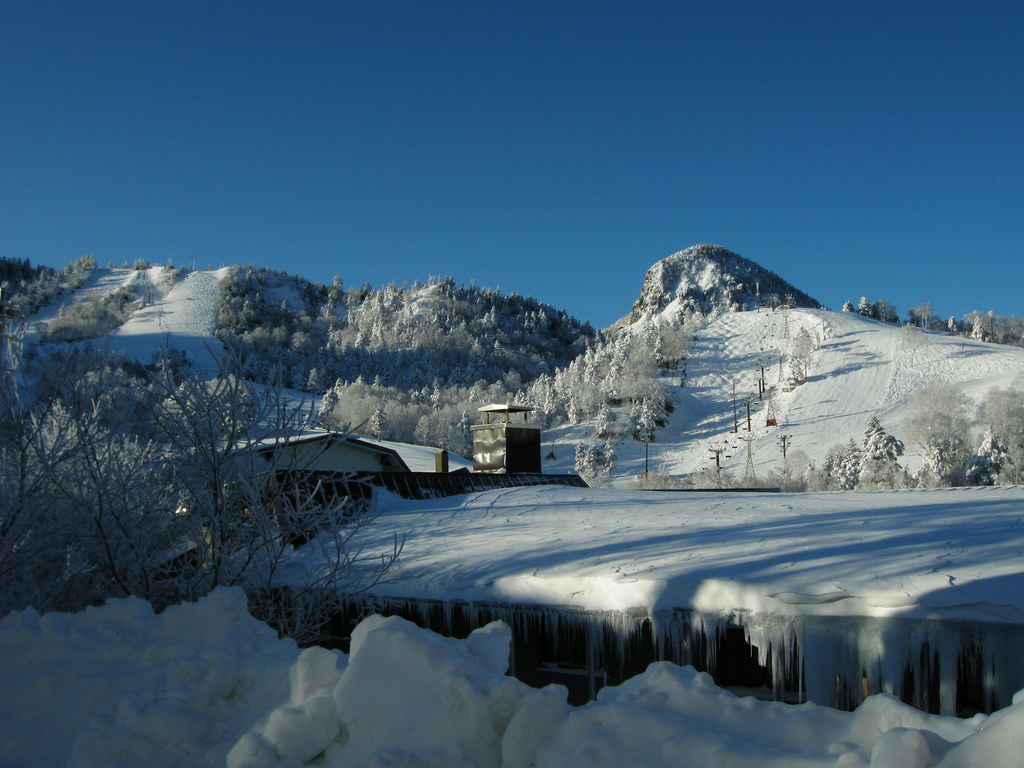
Region narciarski Kumanoyu
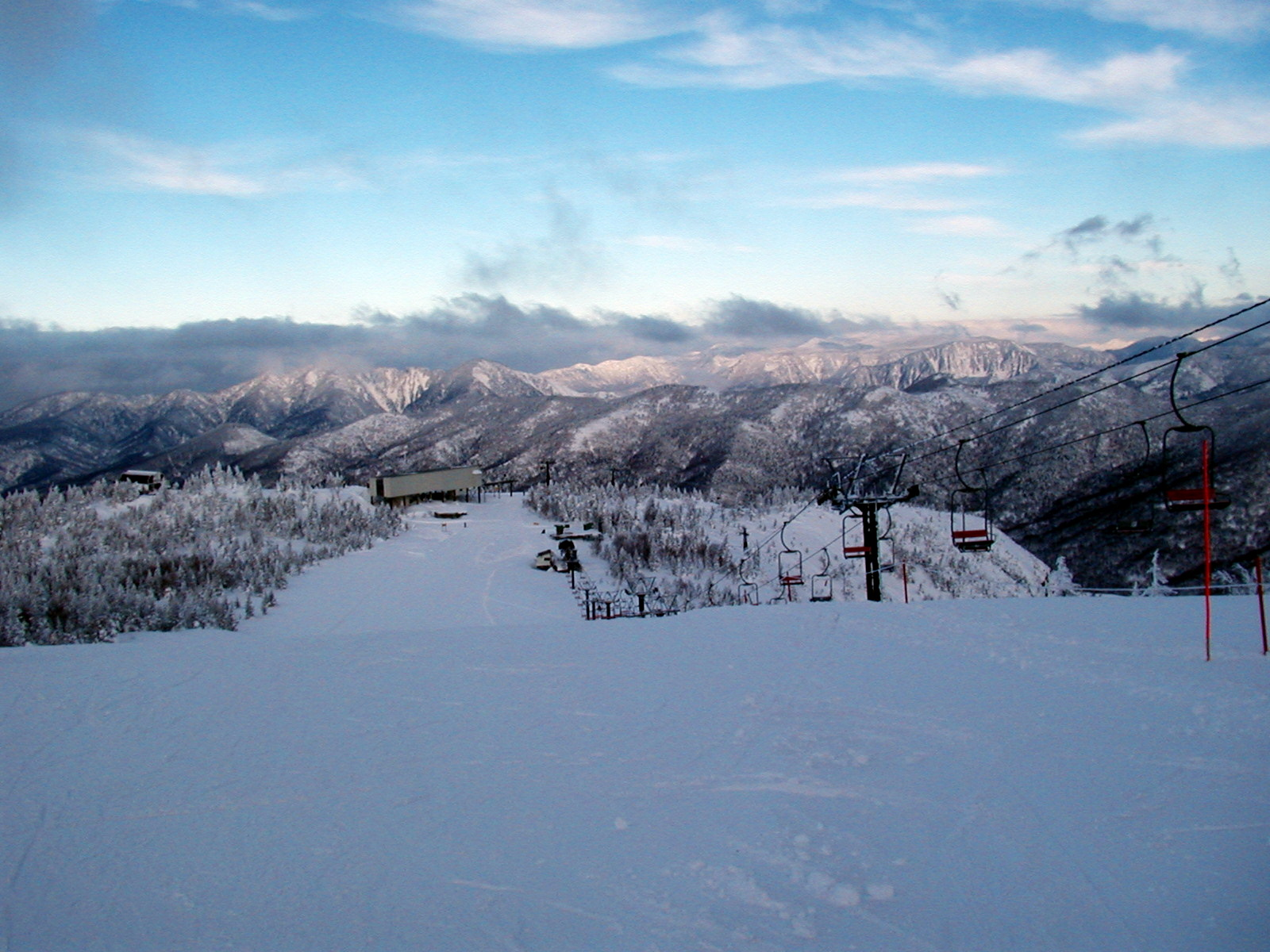
Rejon Okushiga